# Boris Gombač
Boris Gombač (Hrušica, 31 ottobre 1951) è un saggista e storico sloveno.
Dopo aver conseguito la laurea in Giurisprudenza all'Università di Lubiana nel 1975, ha terminato nel 1976 gli studi post-universitari di diritto comunitario al Collegio d'Europa a Bruges (Belgio). Nel 1987 ha portato a termine il dottorato di ricerca all'Graduate Institute of International Studies di Ginevra e successivamente ha insegnato per un breve periodo all'Università di Lubiana (1988 – 1989). Dal febbraio 1994 al luglio 1995 è stato responsabile del Programma dell'Unione Europea per gli aiuti umanitari per i duecentomila profughi bosniaci e croati in Dalmazia. Collaboratore del "World Encyclopedia of Peace", ha scritto numerosi articoli sulla seconda guerra mondiale, sull'esodo istriano e dalmato, e sui rapporti italo-sloveni oltre ad alcuni saggi tra cui l'opuscolo European Union Humanitarian Aid in Dalmatia (1995) e il volume Les zones franches en Europe, ecc.

## Opere

### In italiano
- Boris Gombač: Obmejna trgovinska izmenjava med Jugoslavijo in Italijo po tržaškem in goriškem sporazumu, Koper, Gospodarska zbornica, 1983 ; https://www.dlib.si/details/URN:NBN:SI:DOC-5GCNZU7I;
- World Encyclopedia of Peace; Editors: E. Laszlo, Jong Youl Yoo, Linus Pauling, 1986/1998, due articoli;
- Boris Gombač: Les zones franches en Europe, Bruxelles, Bruylant, 1991; ISBN 2-8027-0509-1 (310 p.); 2)   https://www.dlib.si/details/URN:NBN:SI:DOC-DY0KN2IO;
- Boris Gombač et. al: European Union humanitarian aid in Dalmatia. ECTF (Split), 1995; https://www.dlib.si/details/URN:NBN:SI:DOC-1N66T14D/;
- Boris Gombač: Slobodne carinske zone i ekonomski integracijski procesi u Europi sa stajališta medjunarodnog javnog prava, Sarajevo, 1997; - https://www.dlib.si/details/URN:NBN:SI:DOC-IFG8VMK0;
- Boris Gombač: “L’uomo istriano costretto a cadere in basso”, Panorama, Rijeka/Fiume, dicembre 2001; http://www.dlib.si/details/URN:NBN:SI:DOC-5H2KQPA6;
- Boris Gombač: “Zgodovina ali propaganda”, Svobodna misel 8. april 2005 (3 str. ); 22. april 2005 (3 str.); 13. maj 2005 (1 str.;  46); http://www.dlib.si/details/URN:NBN:SI:DOC-UIVRY3PA;
- Boris Gombač: “Še o domobranstvu”, Svobodna misel 28. april 2006 (2 str.); 12. maja 2006 (2 str.); 26. maja 2006 (3 str.); 9. junij 2006 (2 str.); http://www.dlib.si/details/URN:NBN:SI:DOC-HEBF9XHT;
- Boris Gombač: Atlante storico dell'Adriatico orientale, Bandecchi & Vivaldi Editori, Pontedera 2007 ISBN 978-88-86413-27-5; https://www.dlib.si/details/URN:NBN:SI:DOC-CAC2LPE9;
- Boris Gombač: “Italijanski ekspanzionizem na severnem Jadranu (1866-1924)”; Novi razgledi, 24. decembra 2009, (16 str.). 1 članek (16 str.)   http://www.dlib.si/details/URN:NBN:SI:DOC-EOH8MQDC;
- Boris Gombač: Atlante storico delle diocesi toscane: con più di novecento cartine ed immagini della Toscana, Cierre Grafica, Sommacampagna (VR) 2015 ISBN 978-88-98768-03-5; 2) http://www.dlib.si/?URN=URN:NBN:SI:DOC-V6MJSUD6;
- Boris Gombač: Veliki zgodovinski atlas Slovenije od antike do leta 1870 - Great Historical Atlas of Slovenia from old Times up to 1870,  Padova, Tipografia Veneta, 2022; ISBN 978-88-87222-38-8; https://greathistoricalatlasofslovenia.wordpress.com/; (964 p. + indice)

| Controllo di autorità | VIAF (EN) 276762036 · ISNI (EN) 0000 0000 4242 6342 · SBN CFIV145608 · LCCN (EN) n95035306 · GND (DE) 1057880558 · NSK (HR) 000046764 · CONOR.SI (SL) 2183011 |